# (5111) Jacliff
(5111) Jacliff est un astéroïde de la ceinture principale.

## Description
(5111) Jacliff est un astéroïde de la ceinture principale. Il fut découvert le 29 septembre 1987 à la station Anderson Mesa par Edward L. G. Bowell. Il présente une orbite caractérisée par un demi-grand axe de 2,35 UA, une excentricité de 0,13 et une inclinaison de 5,8° par rapport à l'écliptique.

## Compléments